# كيت روبنسون
كيت روبنسون (بالإنجليزية: Kate Robinson)‏ هي متزلجة فنية أمريكية، ولدت في 8 ديسمبر 1978.